# Trúc đào
Đối với chi thuộc họ Lá thang (Polemoniaceae), xem bài Phlox.
Trúc đào (danh pháp hai phần: Nerium oleander), là một loài cây bụi hay cây gỗ nhỏ, thường xanh trong họ La bố ma (Apocynaceae). Nó là loài duy nhất hiện tại được phân loại trong chi Nerium. Thành phố cổ Volubilis tại Bắc Phi lấy tên gọi theo tên gọi trong tiếng Latinh cổ cho loài cây này. Người Trung Quốc gọi nó là giáp trúc đào (夹竹桃).

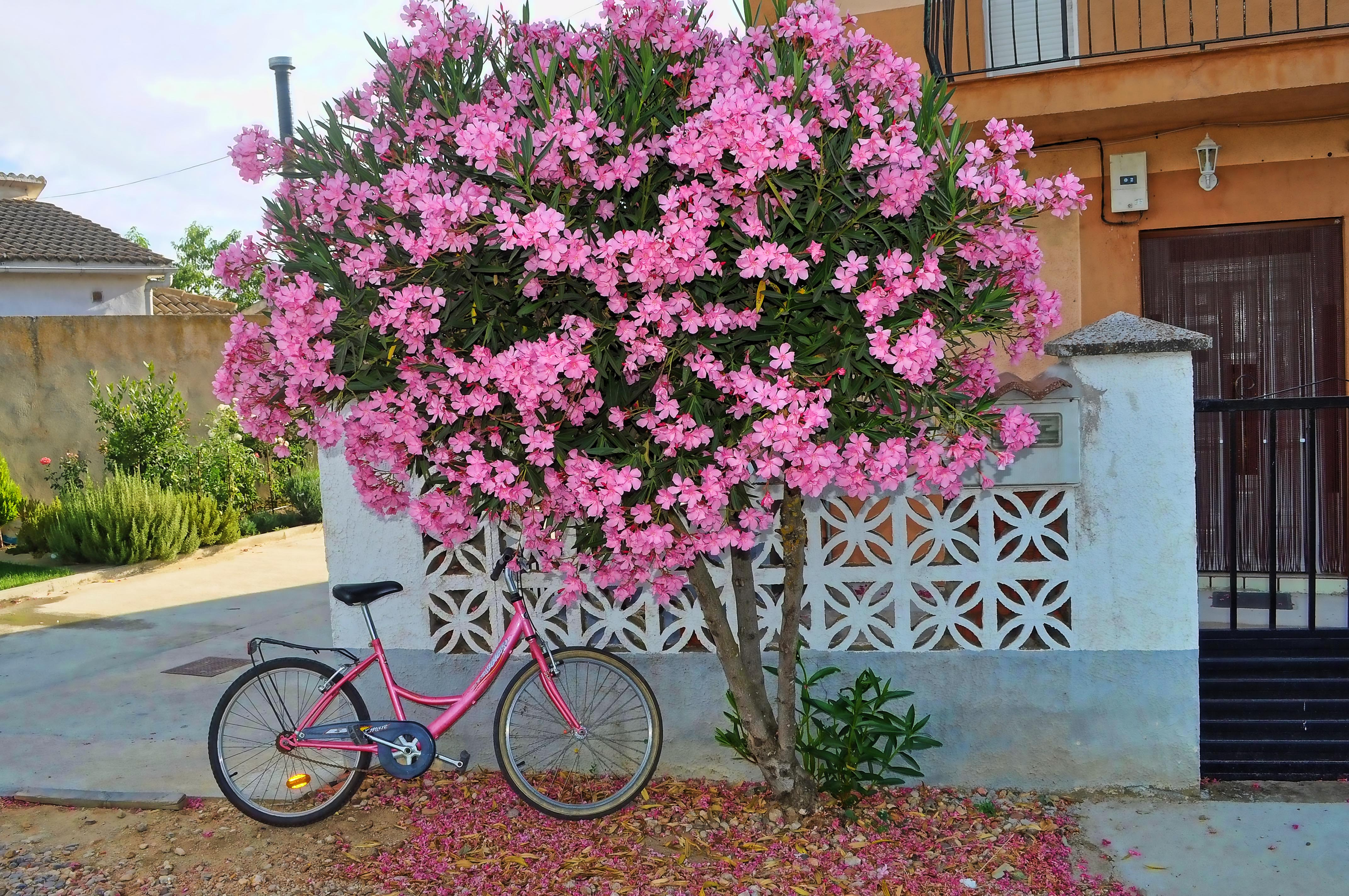
Bụi cây trúc đào tại Tây Ban Nha

Nó là loài cây bản địa của một khu vực rộng từ Maroc và Bồ Đào Nha kéo dài về phía đông tới khu vực Địa Trung Hải và miền nam châu Á. Thông thường loài cây này mọc xung quanh các lòng suối khô. Nó cao tới 2–6 m, với các cành mọc gần như thẳng. Các lá mọc thành cặp hay trong các vòng xoắn gồm ba lá, các lá dày và bóng như da, màu lục sẫm, hình mũi mác hẹp, dài khoảng 5–21 cm và rộng 1-3,5 cm, các mép lá nhẵn. Hoa mọc thành cụm ở đầu mỗi cành; màu trắng, vàng hay hồng (tùy theo giống), đường kính 2,5–5 cm, tràng hoa 5 thùy với tua bao quanh ống tràng trung tâm của tràng hoa. Thông thường (nhưng không phải luôn luôn) thì hoa trúc đào có hương thơm. Quả là loại quả nang dài nhưng hẹp, kích thước dài 5–23 cm, nứt ra khi chín để giải phóng các hạt nhỏ phủ đầy lông tơ.
Trong quá khứ, các cây có hương thơm đôi khi được coi là thuộc về một loài riêng biệt là N. odorum, nhưng đặc trưng này không ổn định và hiện nay người ta không coi nó như là một đơn vị phân loại tách biệt.

## Cây trồng và sử dụng

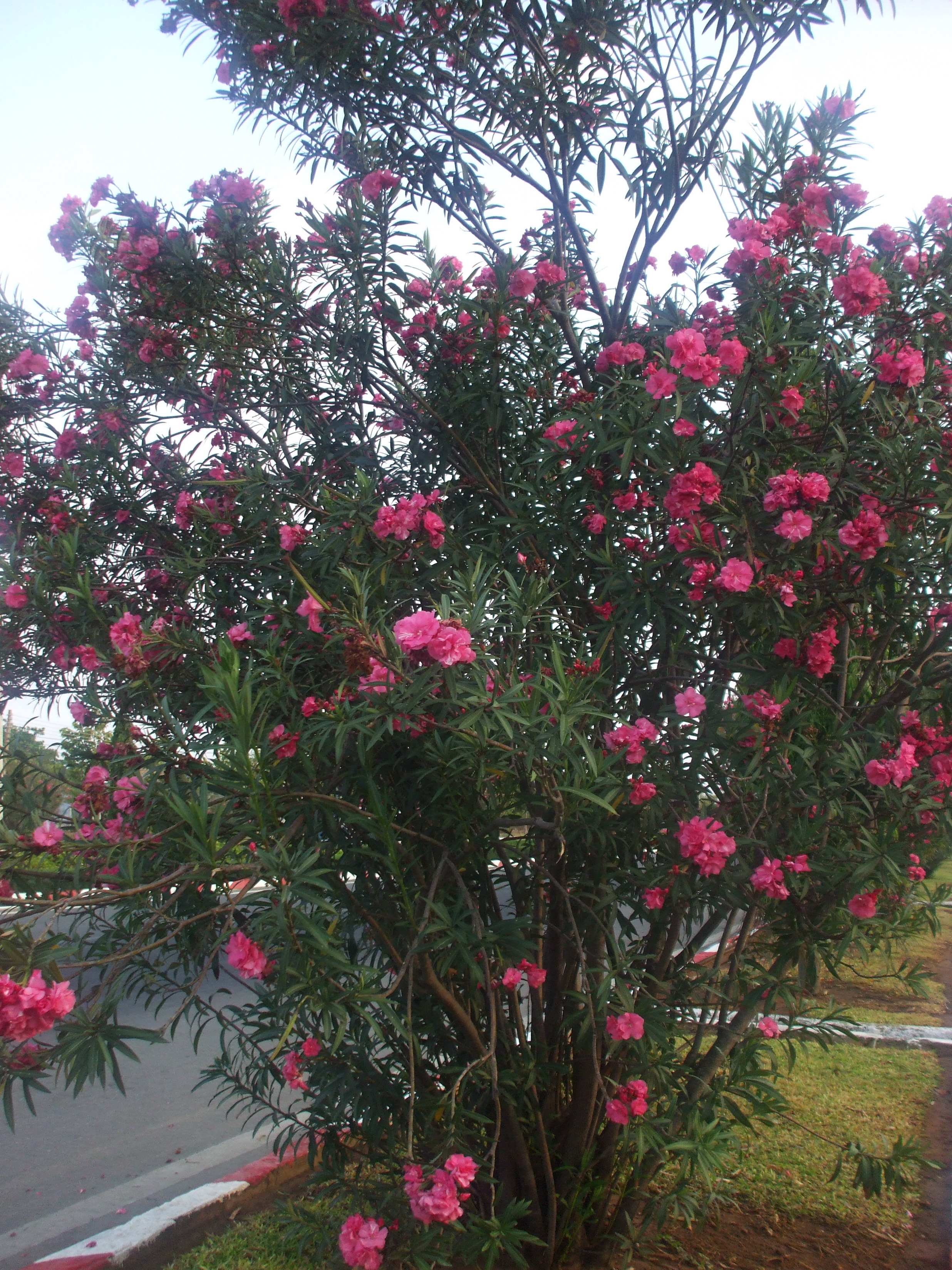
Một bụi cây trúc đào tại thành phố Long Xuyên

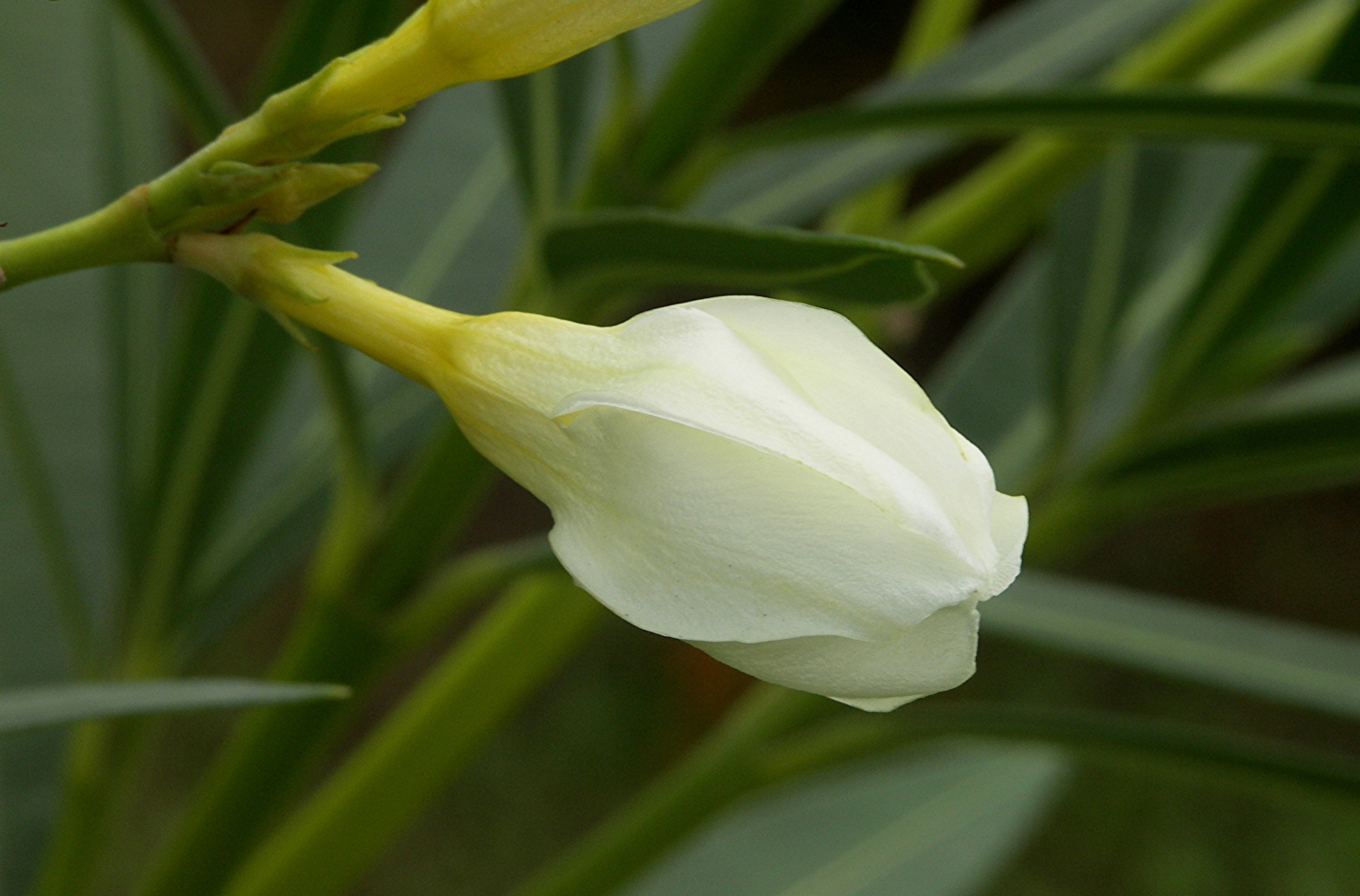
Chồi hoa của giống trúc đào hoa trắng

Trúc đào phát triển tốt trong các khu vực cận nhiệt đới ấm áp, tại đây nó được sử dụng rộng rãi như là một loại cây cảnh trong các cảnh quan như công viên và dọc theo ven đường. Nó chịu khô hạn khá tốt và chịu được các trận sương giá không thường xuyên tới -10 °C (Huxley và những người khác, 1992). Nó cũng có thể trồng được trong khu vực có khí hậu lạnh hơn trong các nhà kính hay là loại cây trồng trong chậu đặt trong nhà và di chuyển ra ngoài về mùa hè. Hoa trúc đào sặc sỡ và có hương thơm và nó được trồng vì lý do này. Trên 400 giống đã được đặt tên, với một vài màu hoa bổ sung mà không thể thấy ở các giống cây hoang dã đã được chọn lọc, bao gồm các màu đỏ, tía và cam; trong đó màu trắng và các loại màu hồng là phổ biến nhất. Nhiều giống có hoa kép.

### Y học
Nước chiết từ lá trúc đào được sử dụng để điều trị sung huyết, cũng như được sử dụng cục bộ để điều trị các rối loạn da.
Lá trúc đào chứa hoạt chất chính là glycosid tim, có đến 17 glycosid tim khác nhau. hàm lượng glycosid tim toàn phần trong lá là 0,5%. Đáng chú ý là các glycosid: oleandrin, deacetyloleandrin, neriantin, adynerin.
Lưu ý là toàn bộ các bộ phận của cây trúc đào đều chứa nhiều chất độc nên việc điều trị phải theo đơn và sự chỉ định của bác sĩ chuyên khoa, bộ phận y học.

## Độc tính
Trúc đào là một trong những loài thực vật có độc tính cao nhất và chứa nhiều hợp chất có độc, nhiều hợp chất trong số này có thể gây tử vong ở người, đặc biệt là trẻ em. Độc tính của trúc đào được coi là cực kỳ cao và đã có nhiều thông báo cho thấy trong một số trường hợp chỉ cần một lượng nhỏ cũng đã đủ gây hậu quả tử vong hay cận kề tử vong (Goetz 1998). Đáng kể nhất trong số các chất độc này là oleandrin và neriin, đều là các glicosid tim mạch (Goetz 1998). Chúng có mặt trong toàn bộ các bộ phận của loài cây này, nhưng chủ yếu tập trung trong nhựa cây. Người ta cũng cho rằng trúc đào còn có thể chứa nhiều hợp chất chưa rõ hay chưa được nghiên cứu khác và chúng có các tác động còn nguy hiểm hơn (Inchem, 2005). Vỏ cây trúc đào chứa rosagenin, có các tác động tương tự như strychnin. Toàn bộ cây này, bao gồm cả nhựa cây màu trắng sữa là rất độc và bất kỳ bộ phận nào đều có thể gây ra các phản ứng có hại cho sức khỏe. Người ta cho rằng chỉ cần ăn phải từ 10-20 lá trúc đào thì một người lớn cũng có thể bị nguy hiểm đến tính mạng và chỉ cần 1 chiếc lá cũng có thể gây tử vong ở trẻ em. Theo Toxic Exposure Surveillance System (TESS) năm 2002 đã có 847 trường hợp ngộ độc tại Hoa Kỳ có liên quan tới trúc đào (Watson 2003). Ở nhiều động vật, khoảng 0,5 mg/kg thể trọng đã gây tử vong (Inchem 2005). Tất cả các động vật đều có thể chịu các phản ứng có hại hay tử vong từ loài cây này. Người ta cũng biết rằng trúc đào còn lưu giữ các chất độc ngay cả khi đã khô đi. Các bộ phận khô của loài cây này vẫn là rất nguy hiểm cho các động vật như cừu, ngựa, bò và các động vật gặm cỏ khác, với chỉ 100 g lá khô cũng đủ giết chết cả một con ngựa trưởng thành (Knight 1999).

### Các triệu chứng ngộ độc

Oleandrin, một trong những chất độc có trong trúc đào

Ăn phải trúc đào có thể gây ra các triệu chứng đối với cả đường ruột và tim mạch. Các triệu chứng đường tiêu hóa có thể bao gồm buồn nôn và nôn mửa, tiết nhiều nước bọt, các tổn thương vùng bụng, tiêu chảy có thể lẫn hay không lẫn máu, và đặc biệt ở ngựa là đau bụng (Inchem 2005). Các triệu chứng đường tim mạch bao gồm loạn nhịp tim, đôi khi với đặc trưng là đầu tiên nhịp nhanh sau đó chậm dưới mức bình thường. Tim có thể đập thất thường và không có dấu hiệp của nhịp cụ thể. Các trường hợp nghiêm trọng hơn có thể dẫn tới nhợt nhạt da và lạnh do tuần hoàn máu kém hay không ổn định (Goetz 1998). Các tác động do ngộ độc loài cây này cũng có thể tác động tới hệ thần kinh trung ương. Các triệu chứng này có thể bao gồm thờ thẫn, run rẩy chân tay và các cơ, tai biến ngập máu, xẹp và thậm chí là hôn mê và có thể dẫn tới tử vong (Goetz 1998). Nhựa trúc đào có thể gây tấy rát da, sưng, tấy rát mắt nghiêm trọng và các phản ứng dị ứng đặc trưng của viêm da (Goetz 1998).

### Xử lý y tế
Ngộ độc và các phản ứng đối với trúc đào là rất nhanh, đòi hỏi phải có sự chăm sóc y tế ngay lập tức khi nghi ngờ (hoặc đã biết) là ngộ độc trúc đào ở cả người lẫn động vật (Goetz 1998). Trong mọi trường hợp phải đưa nạn nhân tới bệnh viện ngay. Kích thích gây nôn và rửa ruột là các biện pháp bảo vệ cần thiết để làm giảm sự hấp thụ các hợp chất có độc. Than hoạt tính/than củi cũng có thể được chỉ định sử dụng để hỗ trợ sự hấp thu nhằm đưa ra ngoài các chất độc còn lại trong cơ thể (Inchem 2005). Các chăm sóc y tế tiếp theo là cần thiết và phụ thuộc vào mức độ trầm trọng của sự ngộ độc và các triệu chứng.

## Hình ảnh

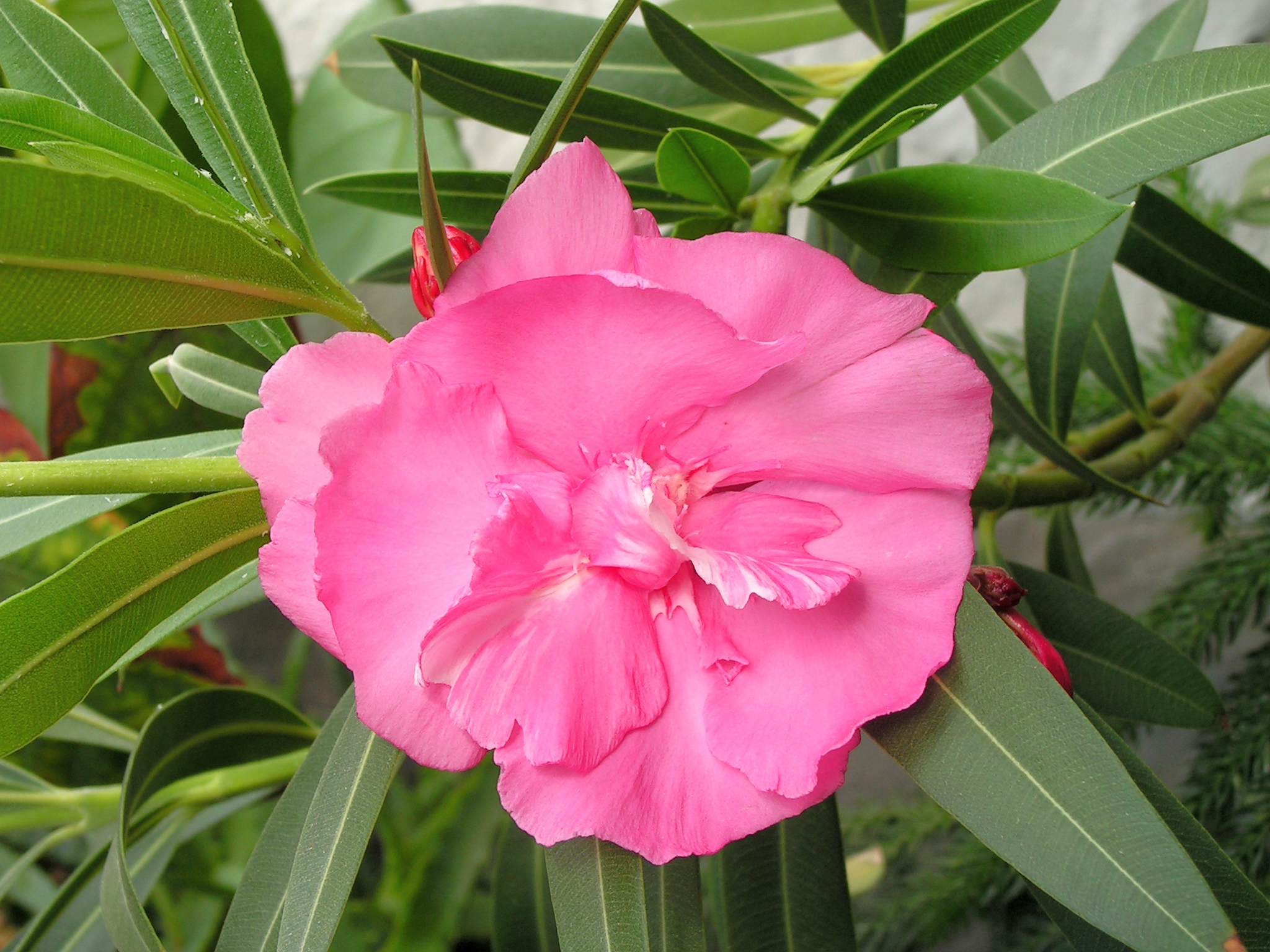
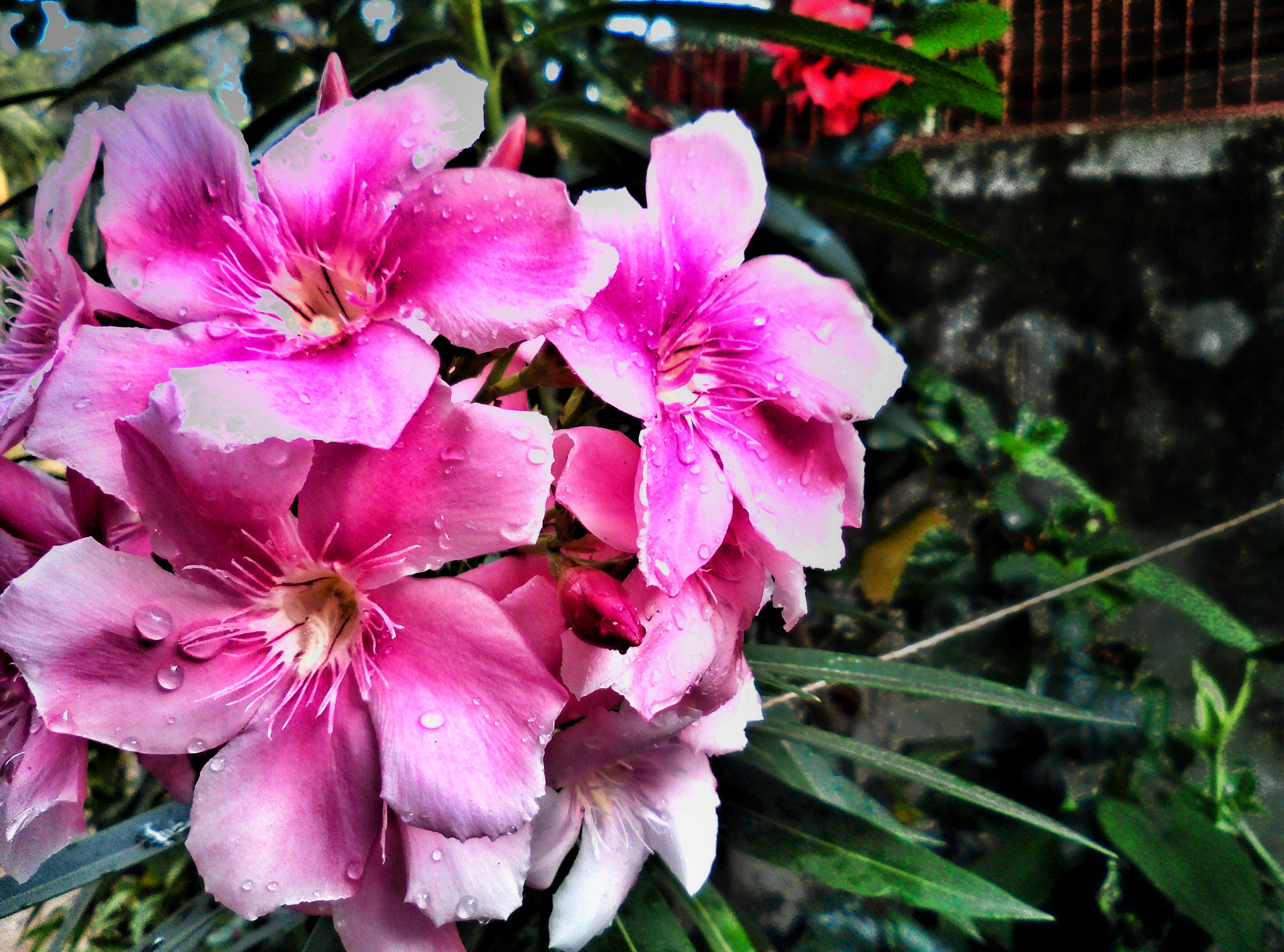
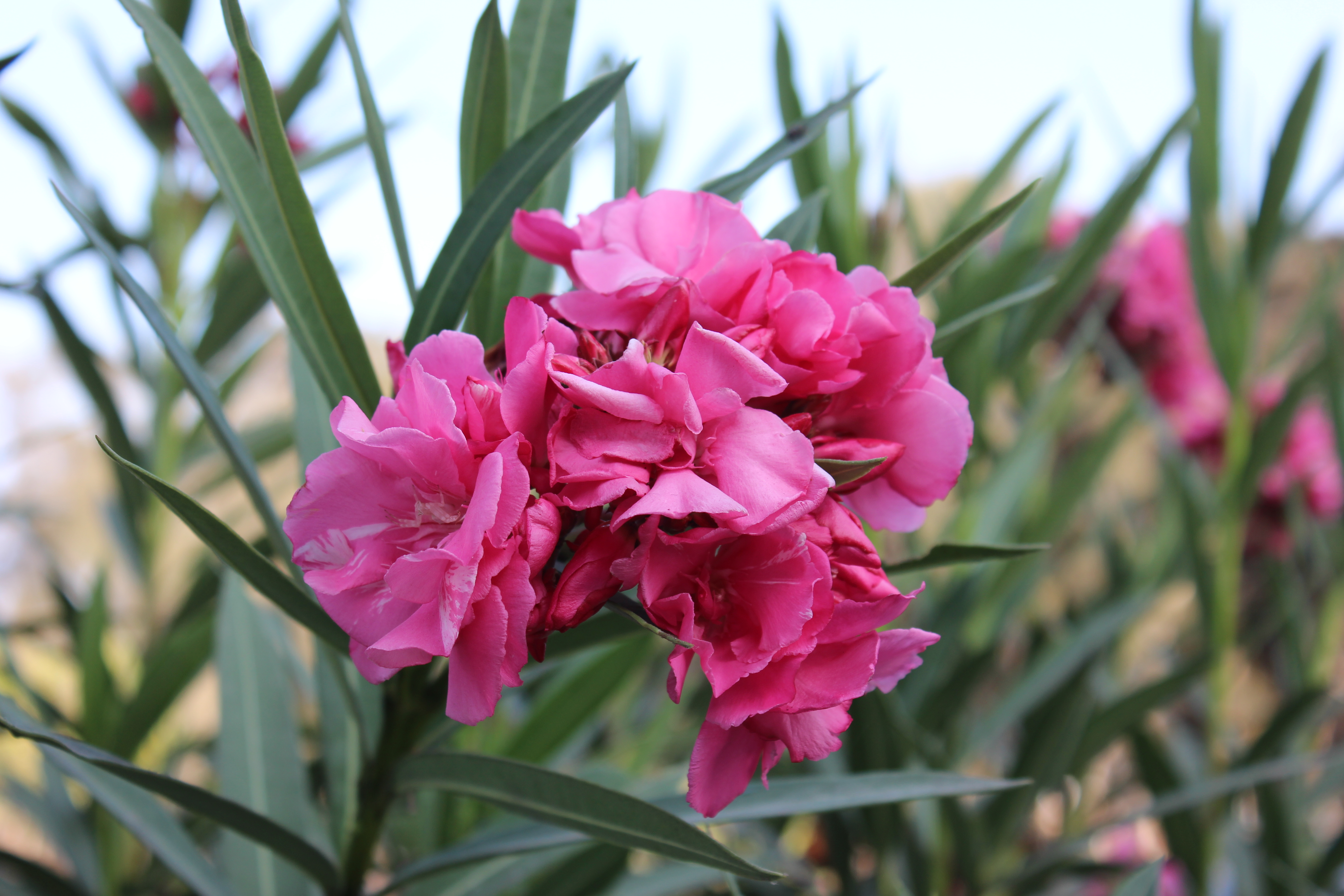
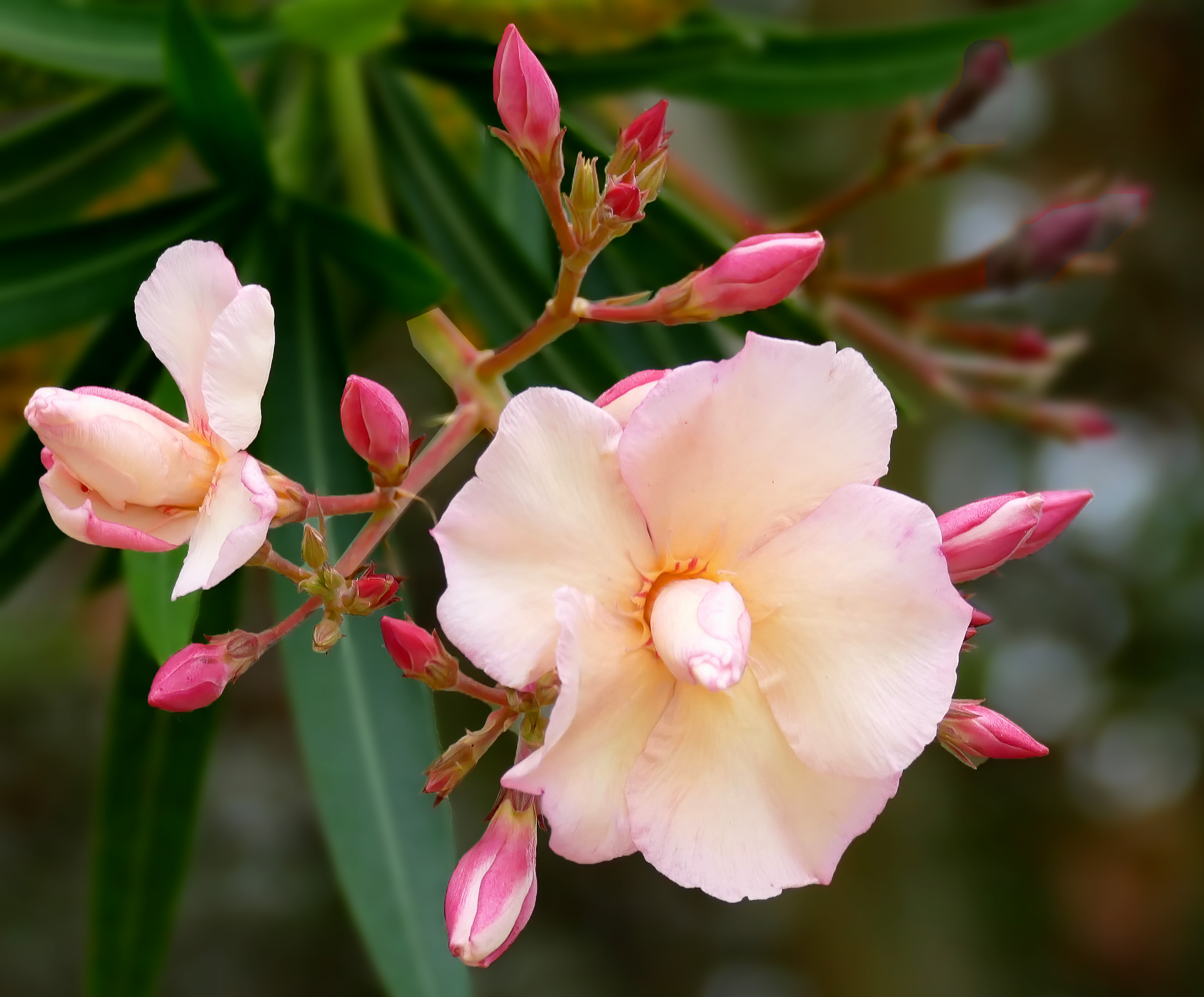
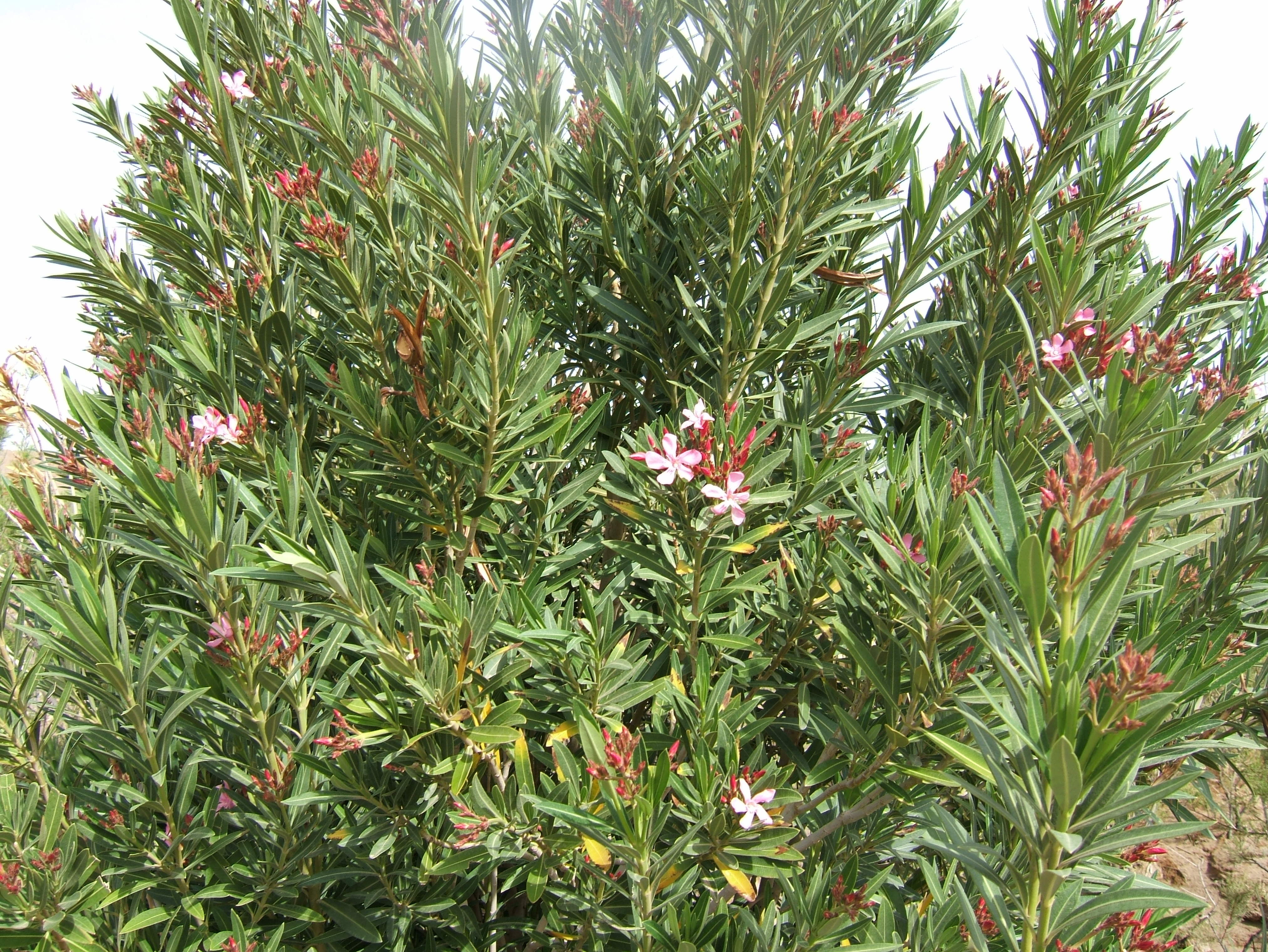
Bụi cây trúc đào tại Morocco
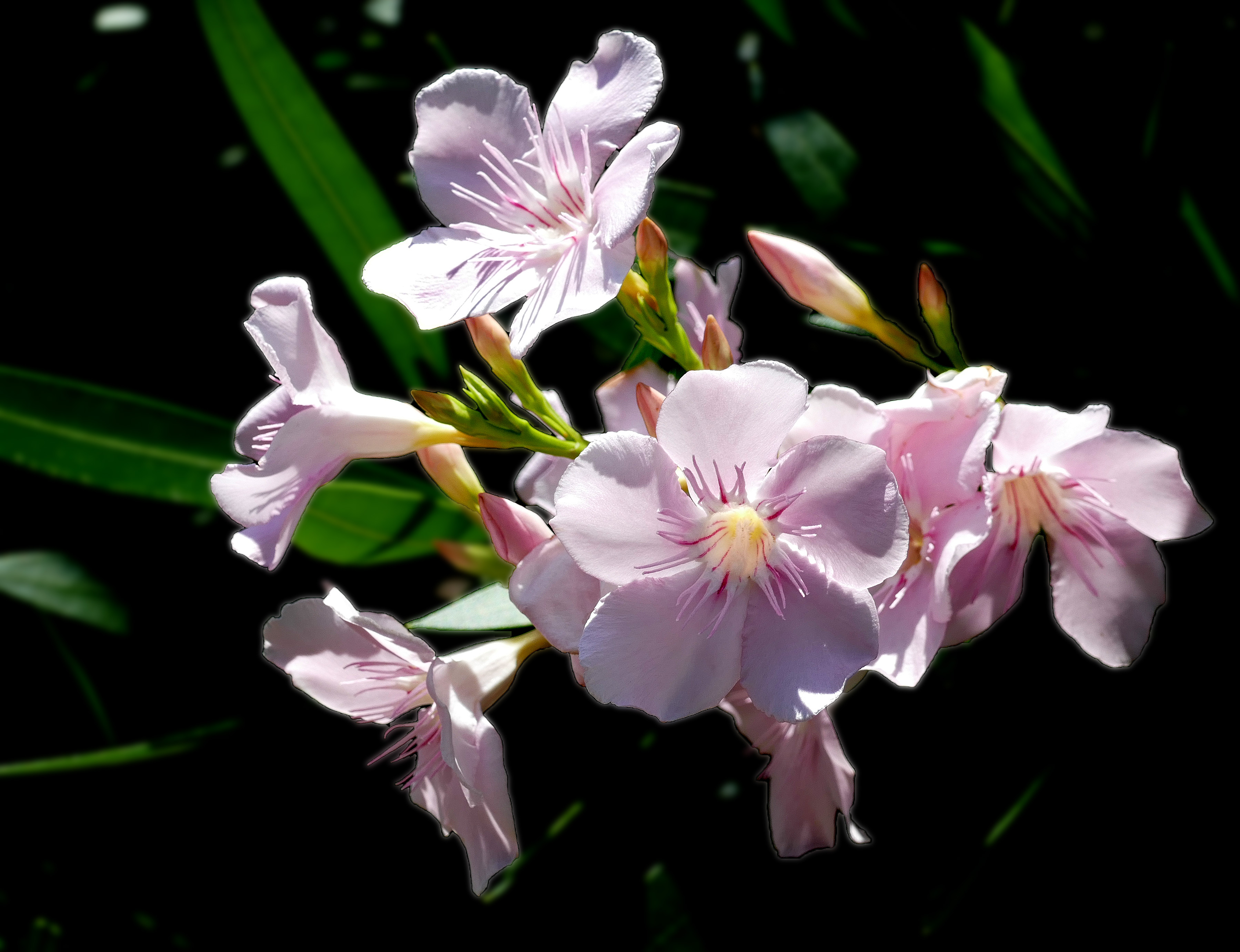
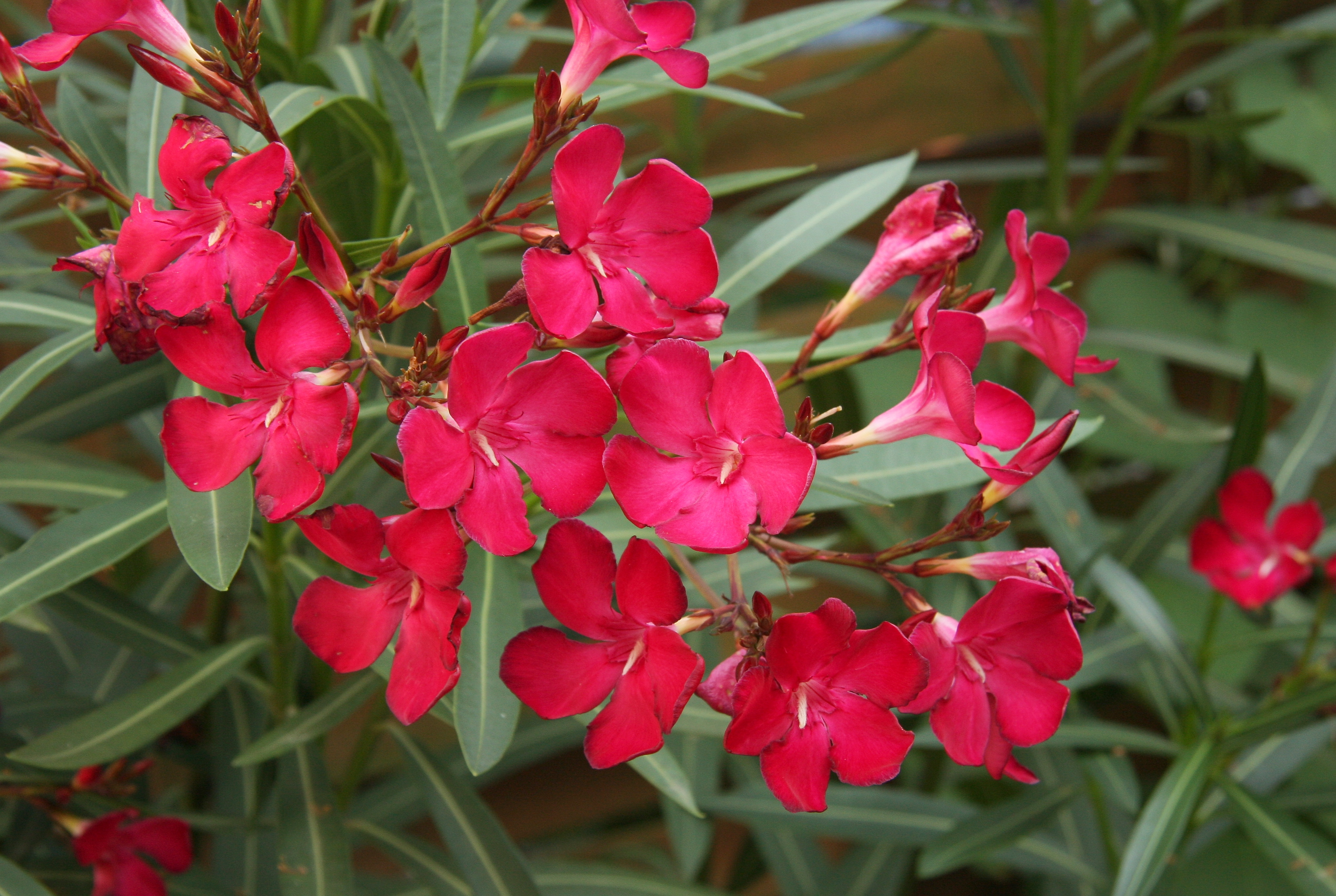
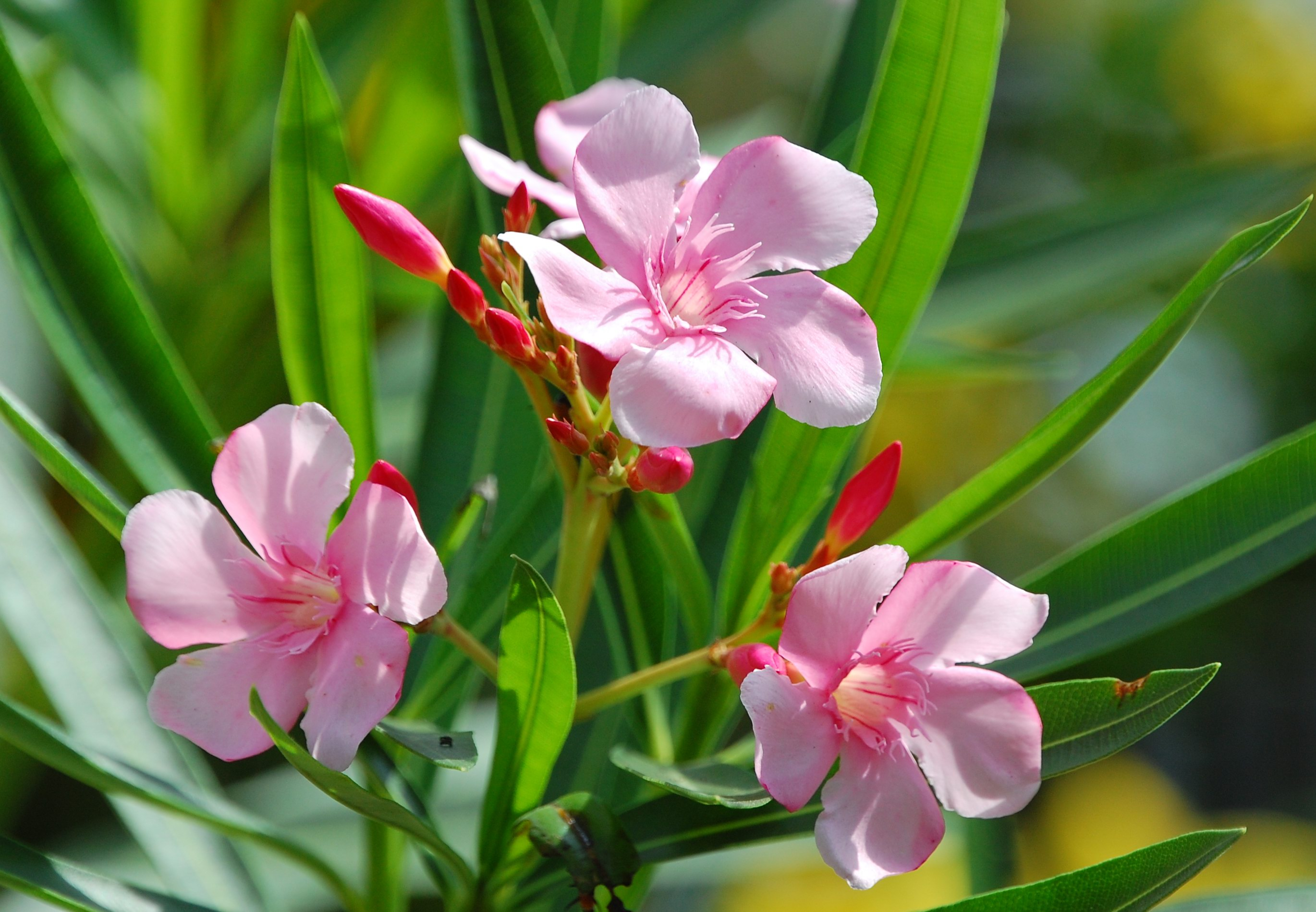
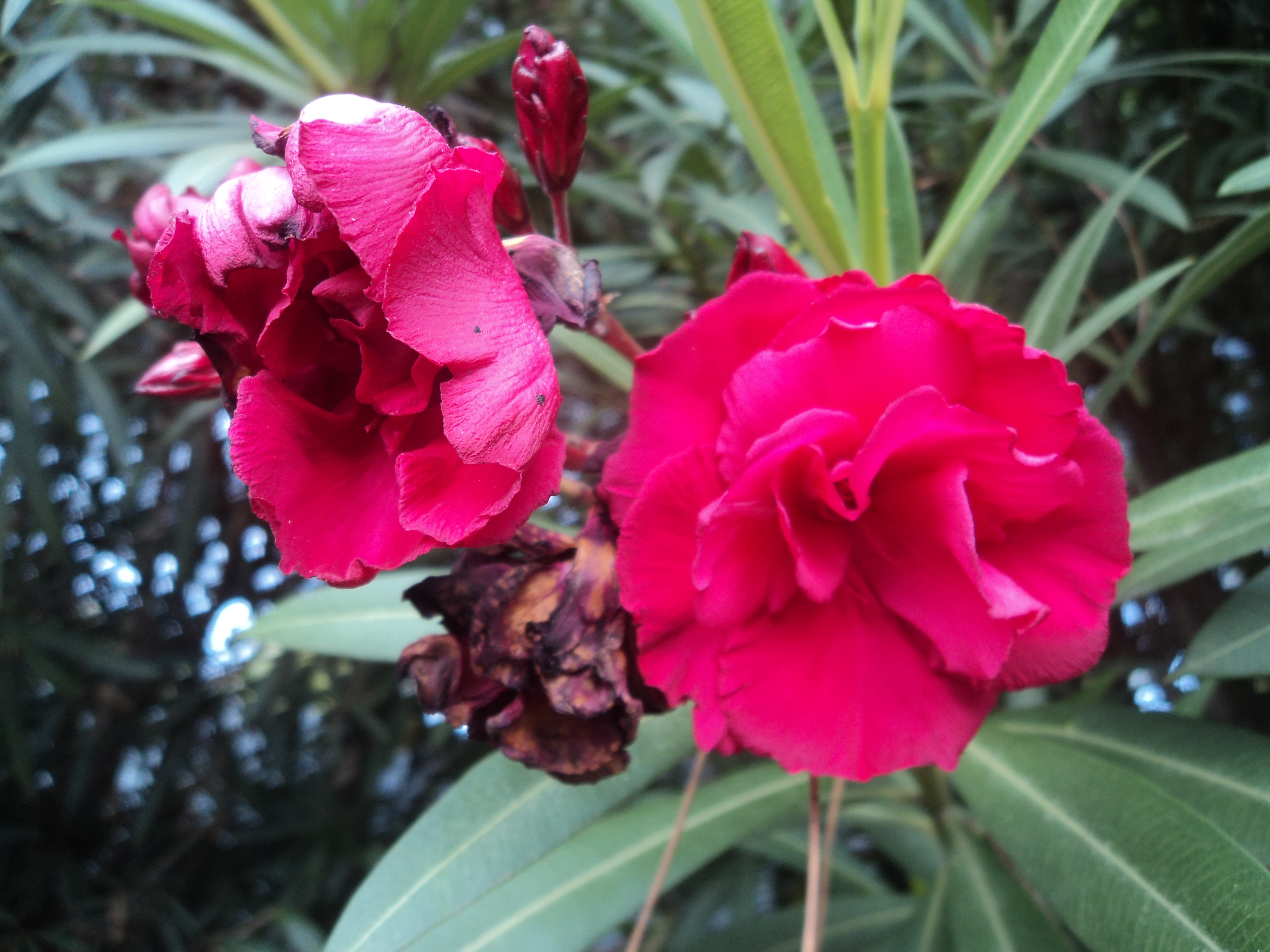
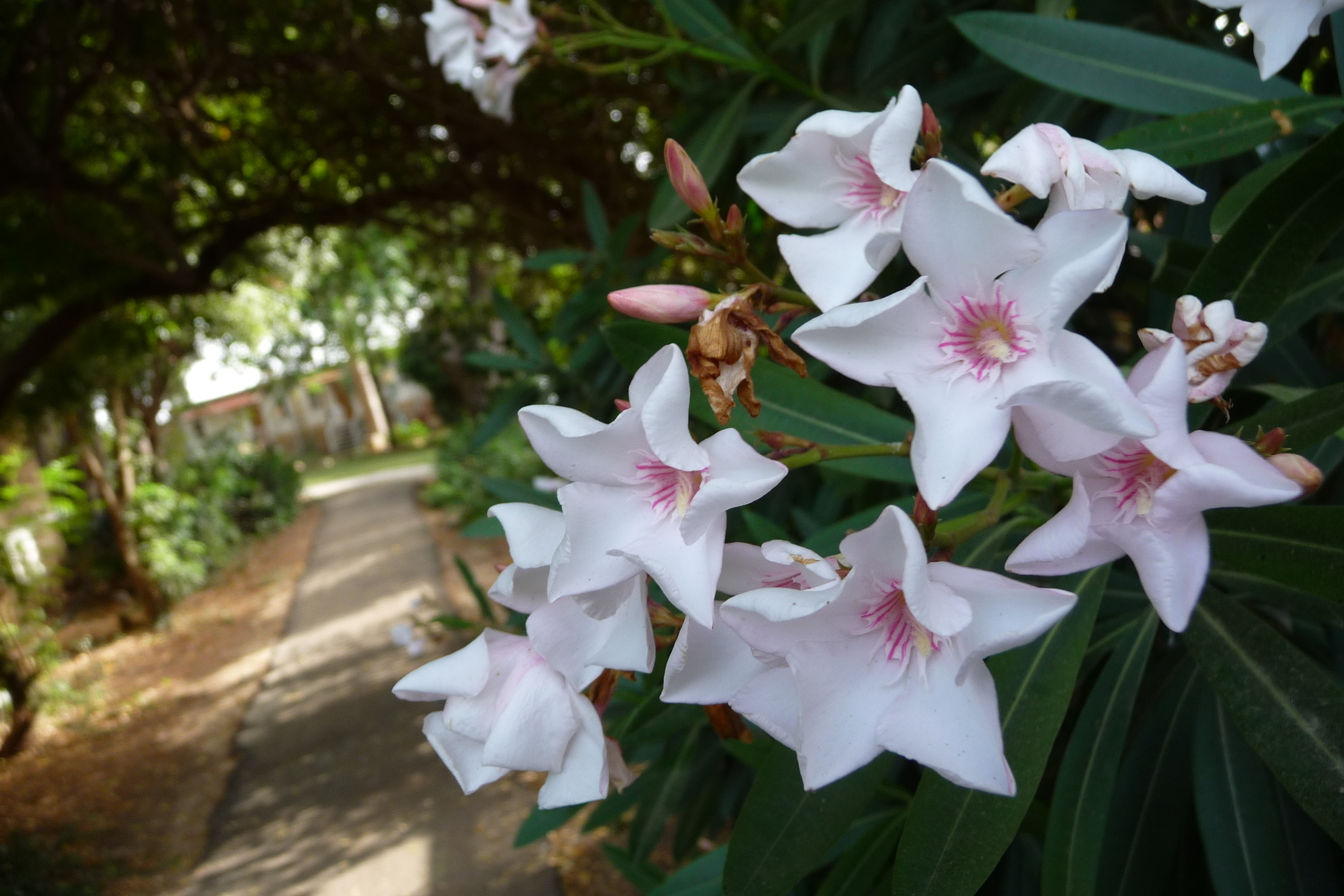
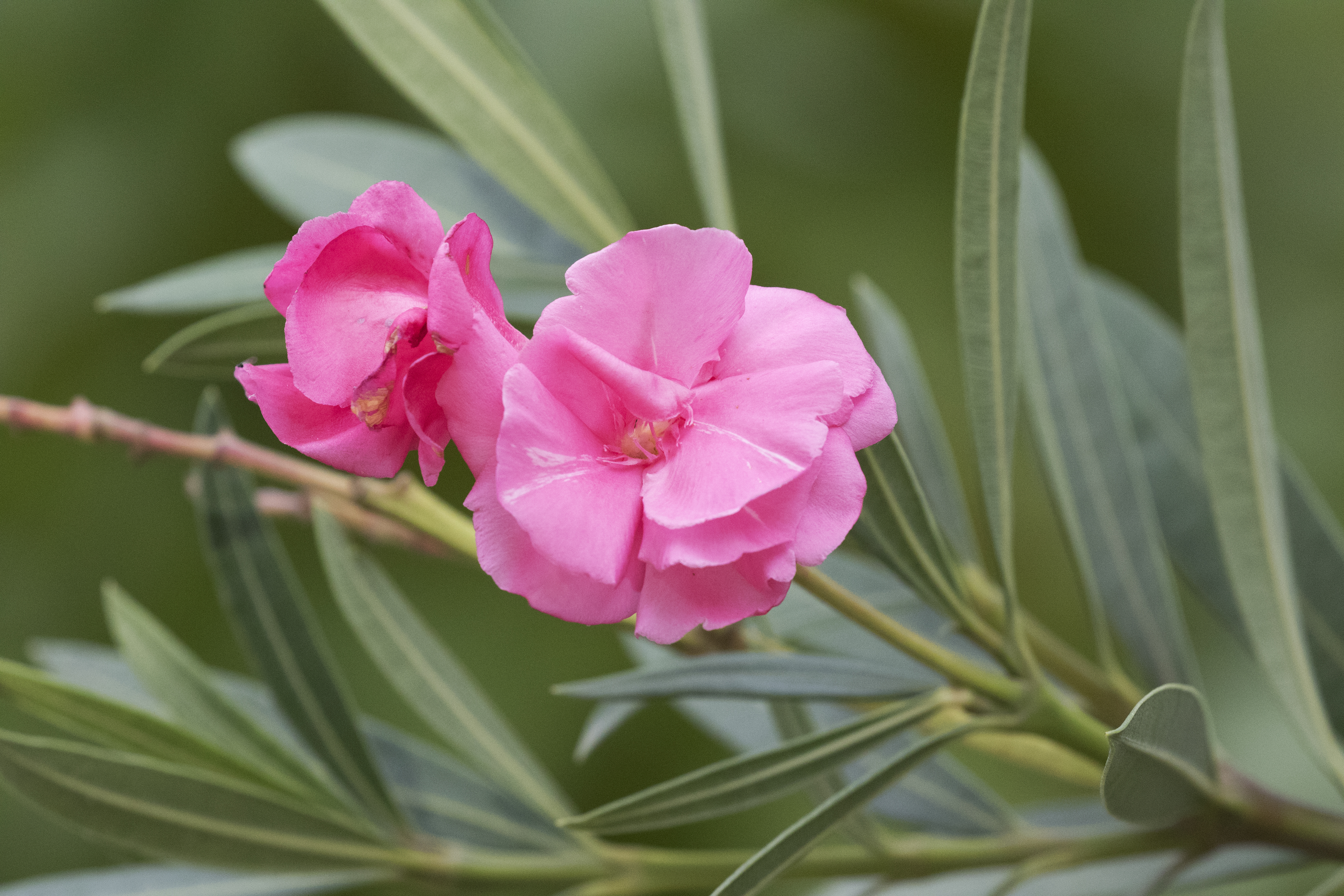
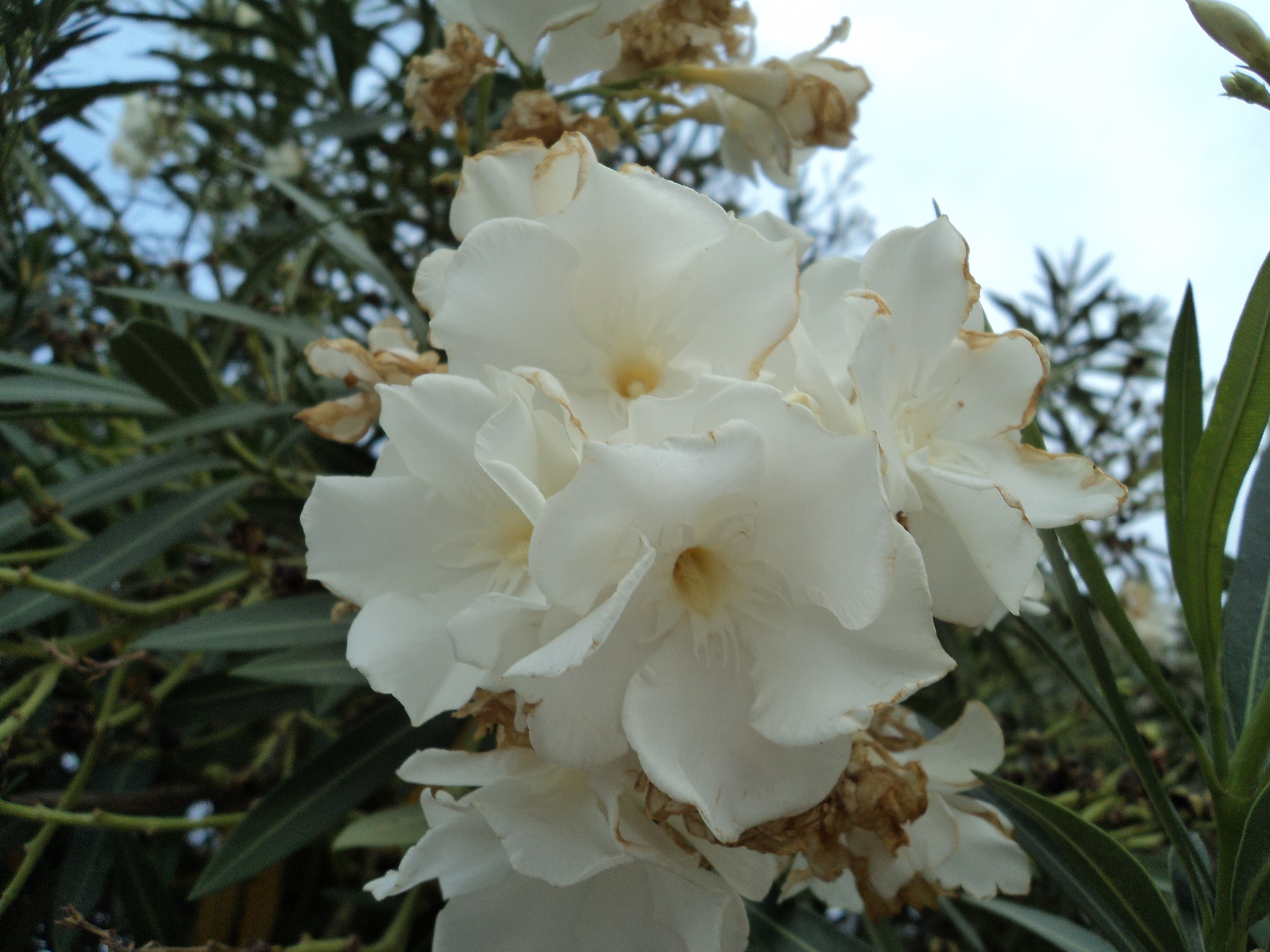
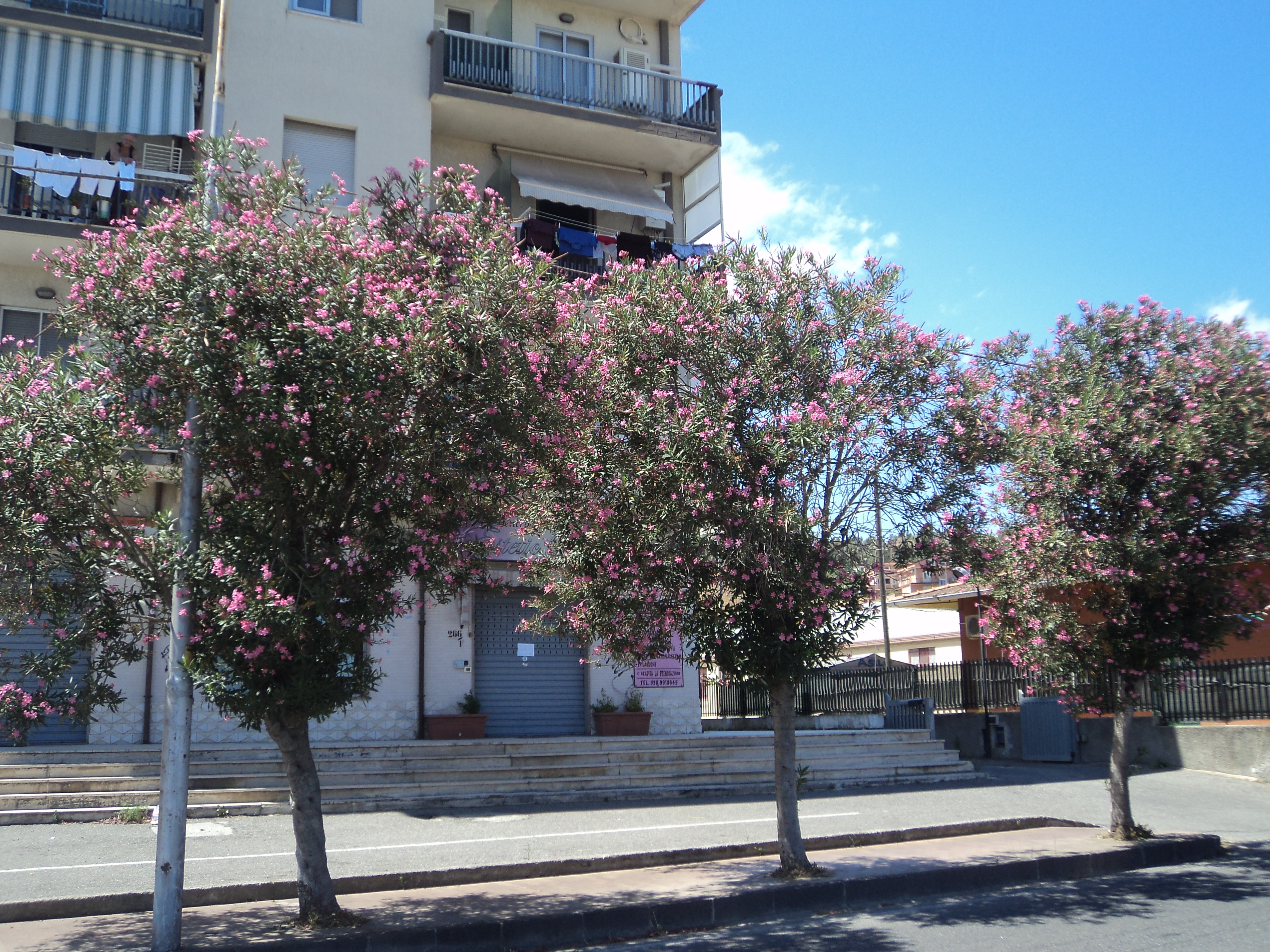
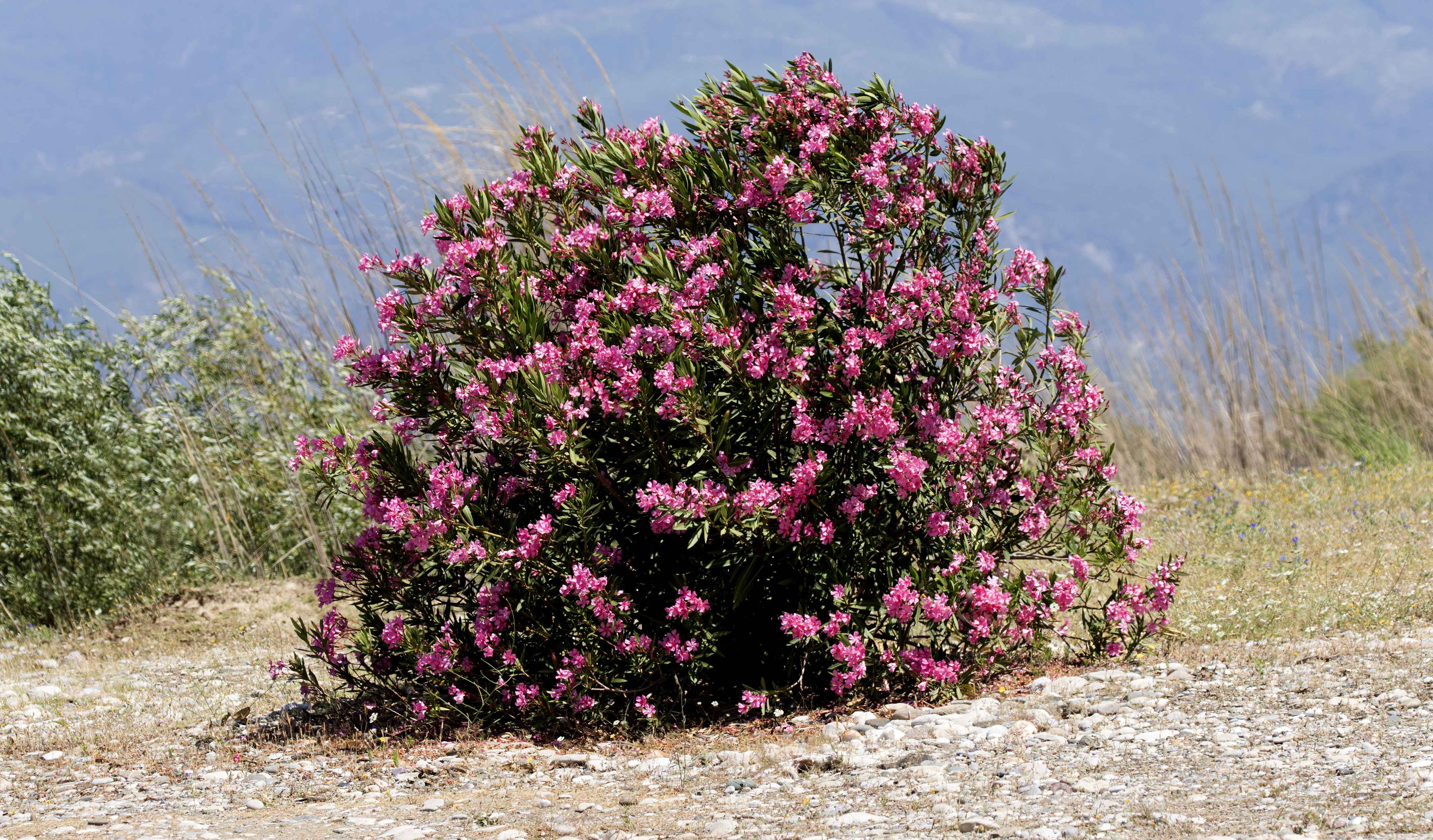
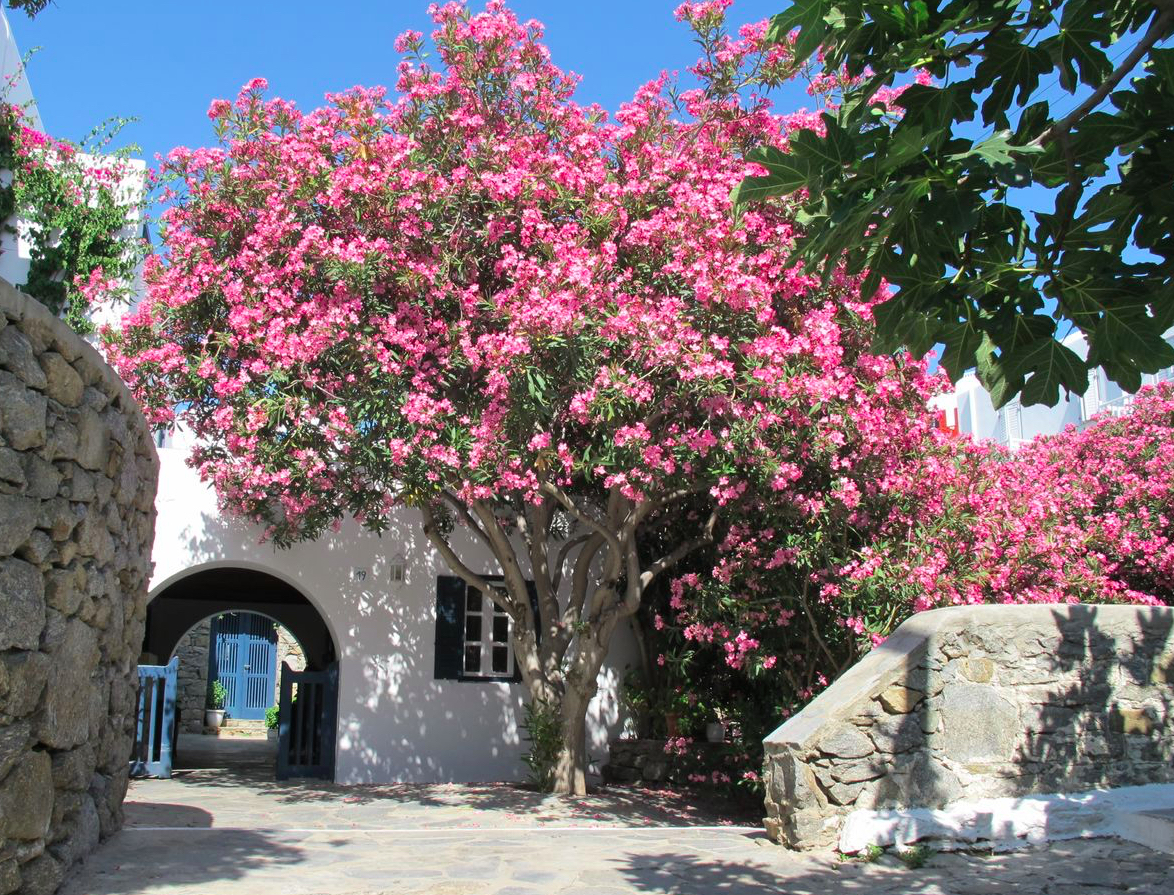
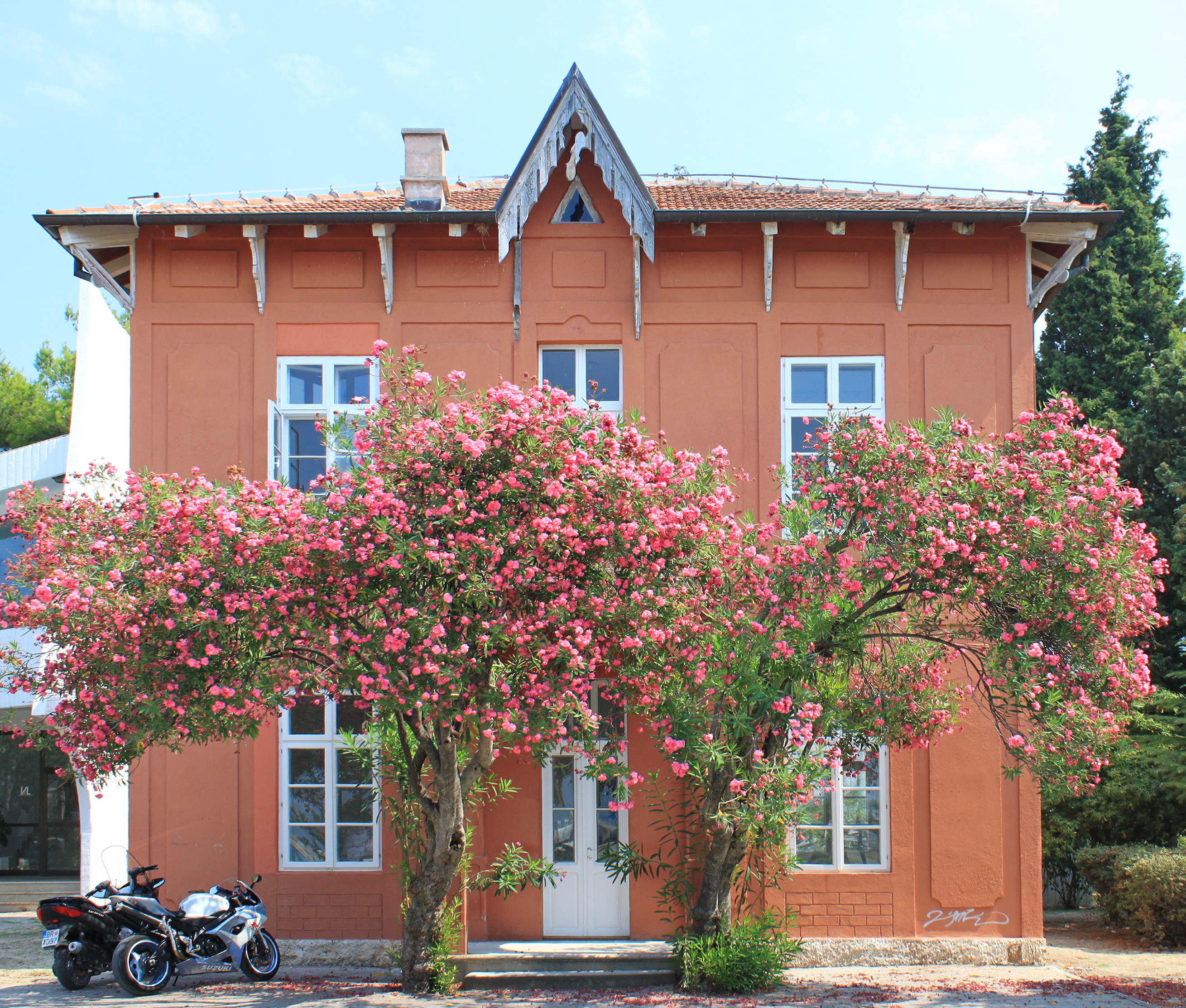